# رويطح (المهرة)

تعديل مصدري - تعديل

رويطح هي إحدى قرى مديرية المسيلة التابعة لمحافظة المهرة، بلغ تعداد سكانها 8 نسمة حسب تعداد اليمن لعام 2004.